# Kazimír I. Opolský
Kazimír I. Opolský (pol. Kazimierz Opolski) (1178/1179 – 13. května 1230) byl opolsko-ratibořský kníže panující v letech 1211–1230. Pocházel z rodu Piastovců.

## Život

### Mládí

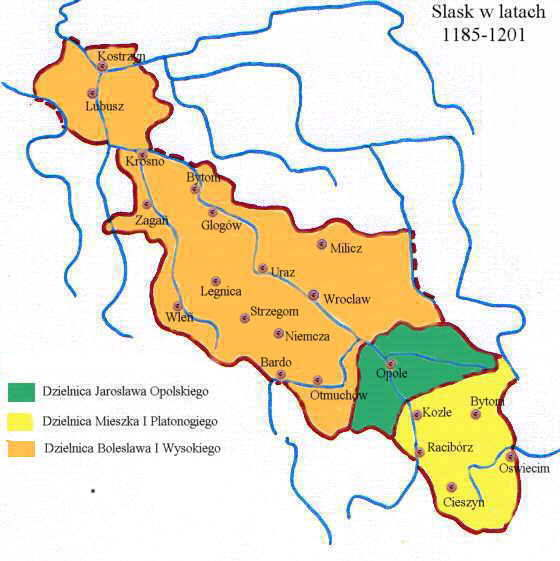
Slezsko v letech 1185–1201 (Měškův úděl žlutě)

Kazimír byl nejstarším dítětem a jediným synem knížete Měška Křivonohého a jeho ženy Ludmily, pravděpodobné dcery Oty III. Dětleba z rodu Přemyslovců a ruské princezny Durancie. Datum Kazimírova narození není známo. Jeho otci Měškovi se společně s Kazimírovým bratrancem Jaroslavem Opolským podařilo osamostatnit se na Kazimírově strýci Boleslavovi I. Vysokém. Zatímco Měšek získal Ratibořské knížectví, Jaroslav se stal knížetem v Opolsku. V roce 1177 vypukla v Polsku vzpoura proti tehdejšímu knížeti Měškovi III. Starému vedená Kazimírem II. Spravedlivým a Boleslavem Vysokým. Kazimírovu otci, jenž stál na straně Měška Starého, se Boleslavova vojska podařilo porazit. Kazimír Spravedlivý si po porážce vzbouřenců chtěl Měška Křivonohého udobřit a předal mu proto Seveřsko, Bytomsko a Osvětimsko vydělené z Malopolska. Kazimír se zároveň stal kmotrem Měškova syna – po něm dostal Kazimír I. Opolský své jméno. Kazimír Opolský se proto narodil někdy brzy po vzpouře proti Měškovi Starému, pravděpodobně mezi lety 1178 a 1179. I nadále Měšek Křivonohý stál v táboře Měška Starého a to i po smrti knížete Kazimíra II. Spravedlivého. Na straně Měška Starého pak spolu s Jaroslavem Opolským válčil i v bitvě u Mozgawy.
Po smrti bratra Boleslava I. Vysokého Kazimírův otec připojil ke svému knížectví i Opolsko. Tímto připojením se Opolsko stalo součástí Horního Slezska. Roku 1210 papež Inocenc III. vydal bulu, kterou v Polsku obnovil seniorát – dědičné právo nejstaršího člena rodu na vládu. Nejstarším Piastovcem byl tehdy Měšek I. Křivonohý, Kazimírův otec. Ačkoli dobyl Krakov, již 16. května 1211 zemřel.

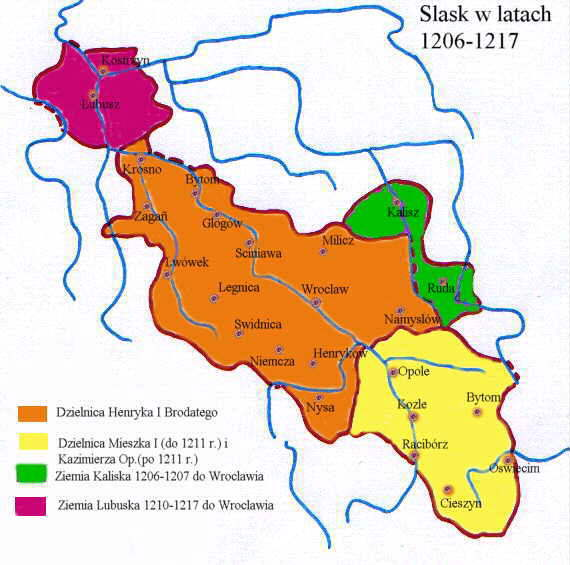
Slezsko v letech 1206 - 1217, žlutě země Měška, později Kazimíra I.

### Vládce Opolsko-ratibořska
Po smrti Měška I. Křivonohého, se polským knížetem stal nejstarší syn Kazimíra Spravedlivého, Lešek I. Bílý. Opolsko-ratibořským knížetem se stal jediný Měškův syn a dědic Kazimír I. Opolský. Po nástupu na knížecí stolec se připojil do tábora „juniorů“, ve kterém byli kromě něj Vladislav Odonic, Konrád I. Mazovský a Lešek I. Bílý. Tato strana bojovala proti „seniorům“, tedy Jindřichu I. Bradatému a Vladislavovi III. Tenkonohému. Junioři aktivně podporovali církev, stejně tak i Kazimír, který spolu s dalšími knížaty pro vratislavského biskupa Vavřince Doliveta na sněmu ve Wolbórzu v roce 1215 vydal imunitu a privilegia.

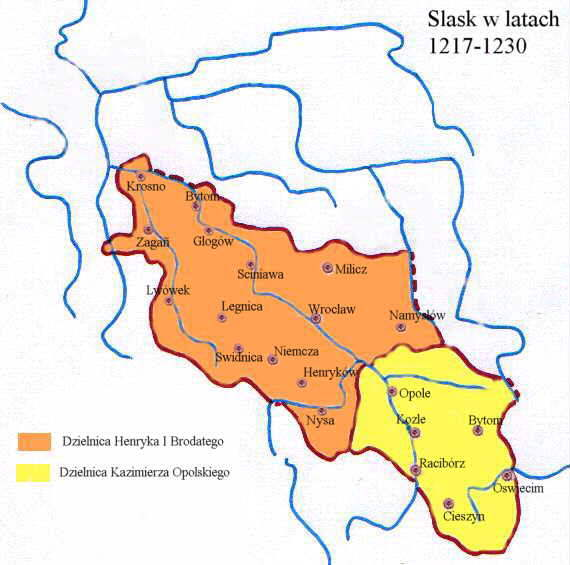
Slezsko v letech 1217 - 1230, žlutě země Kazimíra I.

Spolupráce s církví ochránila Ratibořsko, nikoli však Opolsko, na které si dělal nárok Jindřich I. Bradatý. V nebezpečí byly také země, které předal Kazimír II. Spravedlivý Měškovi, tedy Seveřsko, Bytomsko a Osvětimsko. Na ty si dělal nárok Lešek I. Bílý. Během Kazimírovy vlády došlo k změně knížecího sídla; Kazimír přesídlil z Ratiboře do Opolí. Za jeho vlády probíhala kolonizaci Horního Slezska Němci. Nejprve v rámci tohoto kolonizačního procesu vzniklo město Leśnica, poté Biała, Gościęcin a Olesno. Tento proces výrazně prospěl ekonomice Horního Slezska, přesto zde však kolonizace neprobíhala v takové míře, jako v Dolním Slezsku. Na Kazimírově dvoře se zdržovali emigranti z Malopolska, jako například členové rodu Grificů. Jeden z členů tohoto rodu Klement z Brzeźnice financoval část stavby hradeb města Opolí.
Ve 20. letech 13. století probíhal vzestup dolnoslezského knížete a Kazimírova souseda Jindřicha Bradatého, což výrazně změnilo geopolitickou situaci Kazimírových zemí. Kazimír proto s Jindřichem uzavřel spojenectví, které se poprvé projevilo v roce 1225, kdy Kazimír Jindřicha vojensky podpořil v útoku na Krakov. Po zavraždění Leška I. Bílého Kazimír ke svému knížectví s podporou Jindřicha Bradatého připojil pevnost Czeladź.
Kazimír I. Opolský zemřel 13. května 1230. Byl pochován v klášteře Czarnowąsy, který za svého života podporoval a financoval.

## Rodina
Kazimíru I. Opolskému bylo v době jeho svatby již více než třicet let, což bylo značně nestandardní. Datum jeho svatby s Violou je neznámé, snad k ní došlo při návratu Kazimíra z Páté křížové výpravy, zřejmě někdy v letech 1217–1218, určitě pak po smrti jeho otce mezi lety 1212–1220. Violin původ je neznámý, podle kronikáře Jana Długosze pocházela z Druhé Bulharské říše. Měli spolu čtyři děti.
- Měšek II. Opolsko-Ratibořský (asi 1220 – 22. říjen 1246), nástupce otce v Opolsko-Ratibořsku
- Vladislav I. Opolský (asi 1225 – 27. srpen/13. září 1282?), kníže opolsko-ratibořský od roku 1246
- Věnceslava – jeptiška v Czarnowąsech
- Eufrosina Opolská (1228/1230 – 4. listopad 1292), první manžel Kazimír I. Kujavský, druhý manžel Mstivoj II.

Po Kazimírově smrti se stal regentem za nezletilé syny Jindřich Bradatý, jejich opatrovnicí se stala Kazimírova manželka Viola.

## Vývod z předků
|                    |                          |  |                  |                           |  |  |  |  |  |  |  | Vladislav I. Herman |
|                    |                          |  |                  |                           |  |  |  |  |  |  |  |                     |
|                    | Boleslav III. Křivoústý  |  |                  |                           |  |  |  |  |  |  |  |                     |
|                    |                          |  |                  |                           |  |  |  |  |  |  |  |                     |
|                    |                          |  |                  | Judita Přemyslovna        |  |  |  |  |  |  |  |                     |
|                    |                          |  |                  |                           |  |  |  |  |  |  |  |                     |
|                    | Vladislav II. Vyhnanec   |  |                  |                           |  |  |  |  |  |  |  |                     |
|                    |                          |  |                  |                           |  |  |  |  |  |  |  |                     |
|                    |                          |  |                  | Svjatopolk II. Izjaslavič |  |  |  |  |  |  |  |                     |
|                    |                          |  |                  |                           |  |  |  |  |  |  |  |                     |
|                    | Zbyslava Kyjevská        |  |                  |                           |  |  |  |  |  |  |  |                     |
|                    |                          |  |                  |                           |  |  |  |  |  |  |  |                     |
|                    |                          |  |                  | NN                        |  |  |  |  |  |  |  |                     |
|                    |                          |  |                  |                           |  |  |  |  |  |  |  |                     |
|                    | Měšek I. Křivonohý       |  |                  |                           |  |  |  |  |  |  |  |                     |
|                    |                          |  |                  |                           |  |  |  |  |  |  |  |                     |
|                    |                          |  |                  | Leopold II. Babenberský   |  |  |  |  |  |  |  |                     |
|                    |                          |  |                  |                           |  |  |  |  |  |  |  |                     |
|                    | Leopold III. Babenberský |  |                  |                           |  |  |  |  |  |  |  |                     |
|                    |                          |  |                  |                           |  |  |  |  |  |  |  |                     |
|                    |                          |  |                  | Ida z Formbachu           |  |  |  |  |  |  |  |                     |
|                    |                          |  |                  |                           |  |  |  |  |  |  |  |                     |
|                    | Anežka Babenberská       |  |                  |                           |  |  |  |  |  |  |  |                     |
|                    |                          |  |                  |                           |  |  |  |  |  |  |  |                     |
|                    |                          |  |                  | Jindřich IV.              |  |  |  |  |  |  |  |                     |
|                    |                          |  |                  |                           |  |  |  |  |  |  |  |                     |
|                    | Anežka z Waiblingenu     |  |                  |                           |  |  |  |  |  |  |  |                     |
|                    |                          |  |                  |                           |  |  |  |  |  |  |  |                     |
|                    |                          |  |                  | Berta Savojská            |  |  |  |  |  |  |  |                     |
|                    |                          |  |                  |                           |  |  |  |  |  |  |  |                     |
| Kazimír I. Opolský |                          |  |                  |                           |  |  |  |  |  |  |  |                     |
|                    |                          |  |                  |                           |  |  |  |  |  |  |  |                     |
|                    |                          |  | Ota I. Olomoucký |                           |  |  |  |  |  |  |  |                     |
|                    |                          |  |                  |                           |  |  |  |  |  |  |  |                     |
|                    | Ota II. Olomoucký        |  |                  |                           |  |  |  |  |  |  |  |                     |
|                    |                          |  |                  |                           |  |  |  |  |  |  |  |                     |
|                    |                          |  |                  | Eufemie Uherská           |  |  |  |  |  |  |  |                     |
|                    |                          |  |                  |                           |  |  |  |  |  |  |  |                     |
|                    | Ota III. Dětleb          |  |                  |                           |  |  |  |  |  |  |  |                     |
|                    |                          |  |                  |                           |  |  |  |  |  |  |  |                     |
|                    |                          |  |                  | Jindřich z Bergu          |  |  |  |  |  |  |  |                     |
|                    |                          |  |                  |                           |  |  |  |  |  |  |  |                     |
|                    | Žofie z Bergu            |  |                  |                           |  |  |  |  |  |  |  |                     |
|                    |                          |  |                  |                           |  |  |  |  |  |  |  |                     |
|                    |                          |  |                  | Adelheid z Mochentalu     |  |  |  |  |  |  |  |                     |
|                    |                          |  |                  |                           |  |  |  |  |  |  |  |                     |
|                    | Ludmila                  |  |                  |                           |  |  |  |  |  |  |  |                     |
|                    |                          |  |                  |                           |  |  |  |  |  |  |  |                     |
|                    |                          |  |                  | Vladimír II. Monomach     |  |  |  |  |  |  |  |                     |
|                    |                          |  |                  |                           |  |  |  |  |  |  |  |                     |
|                    | Mstislav I. Kyjevský     |  |                  |                           |  |  |  |  |  |  |  |                     |
|                    |                          |  |                  |                           |  |  |  |  |  |  |  |                     |
|                    |                          |  |                  | Gytha z Wessexu           |  |  |  |  |  |  |  |                     |
|                    |                          |  |                  |                           |  |  |  |  |  |  |  |                     |
|                    | Durancie                 |  |                  |                           |  |  |  |  |  |  |  |                     |
|                    |                          |  |                  |                           |  |  |  |  |  |  |  |                     |
|                    |                          |  |                  |                           |  |  |  |  |  |  |  |                     |
|                    |                          |  |                  |                           |  |  |  |  |  |  |  |                     |
|                    |                          |  |                  |                           |  |  |  |  |  |  |  |                     |
|                    |                          |  |                  |                           |  |  |  |  |  |  |  |                     |
|                    |                          |  |                  |                           |  |  |  |  |  |  |  |                     |
|                    |                          |  |                  |                           |  |  |  |  |  |  |  |                     |